# Suffragaanbisschop
Een suffragaanbisschop of suffragaan is een rooms-katholieke bisschop wiens (aarts)bisdom suffragaan is aan het aartsbisdom dat aan het hoofd staat van de kerkprovincie. 
Ook een aartsbisschop kan een suffragaanbisschop zijn, als zijn aartsbisdom suffragaan is aan een ander aartsbisdom. Zo is bijvoorbeeld de aartsbisschop van het aartsbisdom Ferrara-Comacchio suffragaan aan de aartsbisschop van het aartsbisdom Bologna.
Het verklarend woordenboek Van Dale geeft als definitie: "Bisschop die een bisdom bestuurt dat onderdeel is van een kerkprovincie". Bisschoppen die aan het hoofd staan van een bisdom zijn nochtans niet ondergeschikt aan de metropoliet. Zij hebben een eigenstandige bestuursmacht in hun eigen bisdom.
Welke rechten de aartsbisschop-metropoliet heeft ten opzichte van de suffragane bisdommen, staat beschreven in de Codex Iuris Canonici (canons 435-438). Die rechten betreffen onder meer het – uitsluitend na instemming van de Heilige Stoel – houden van een visitatie in het suffragane bisdom, alsmede het aanstellen van een apostolisch administrator in geval van een vacante suffragane zetel.
Ook de Anglicaanse Kerk kent suffragaanbisschoppen.